# Rat für Arbeit und Verteidigung
Der Rat für Arbeit und Verteidigung (russisch Совет труда и обороны Sowet truda i oborony, kurz СТО – STO) war eine sowjetrussische bzw. sowjetische staatliche Kommission, die dem Rat der Volkskommissare zugeordnet war und von 1920 bis 1937 bestand. Ihre Aufgabe war die Organisation und Lenkung der sowjetischen Wirtschaft, nicht nur im Hinblick auf die Verteidigung des Sowjetstaates. Damit war sie die erste zentrale sowjetische Planungsbehörde und der Vorläufer von Gosplan, das 1921 als Subkomitee des STO entstand.

## Geschichte
Der Rat für Arbeit und Verteidigung ging im April 1920 aus dem umbenannten Rat der Arbeiter-und-Bauern-Verteidigung hervor, der die zivilen Verteidigungsanstrengungen während des Russischen Bürgerkrieges koordiniert hatte. Er hatte die Macht, aus eigener Zuständigkeit Dekrete zu verabschieden, und erhielt in Teilbereichen der Wirtschaft eine höhere Stellung als der seit 1917 bestehende Oberste Rat für Volkswirtschaft, im Effekt die eines Wirtschaftskabinetts.
Die Zusammensetzung des Rates wurde vom Rat der Volkskommissare festgelegt: ihm gehörten neben dem Vorsitzenden des Rats der Volkskommissare als Vorsitzender die Volkskommissare für Kriegswesen und Flotte, Telegraphenwesen, Landwirtschaft, Ernährung, Arbeit sowie Arbeiter- und Bauerninspektion an, ferner der Vorsitzende des Obersten Volkswirtschaftsrates, ein Vertreter der zentralen statistischen Verwaltung und ein Vertreter des Allrussischen Gewerkschaftsrats. Untergliederungen des STO existierten auf Regions-, Provinz-, Gouvernements-, Ujesd- und Wolostebene. Das Mandat und die Funktionen des STO wurden vom 8. Allrussischen Sowjetkongress im Dezember 1920 bestätigt.
Der STO erhielt vom Sowjetkongress die Aufgabe, einen einzigen, umfassenden Wirtschaftsplan für das Land auszuarbeiten und dessen Einhaltung zu kontrollieren. Zu diesem Zweck wurde im Februar 1921 die Staatliche Planungskommission (Gosplan) als Unterkommission des STO gegründet. In der Periode der Neuen Ökonomischen Politik von 1921 bis 1927 übte der STO die Kontrolle über die Unternehmenszusammenschlüsse (Trusts) aus. Ferner beschäftigte er sich mit Themen der Landesverteidigung und der Ressourcenverteilung zwischen den staatlichen Stellen, später auch zwischen den Unionsrepubliken. Mit Beschluss des Allrussischen Zentralen Exekutivkomitees vom 16. Juli 1923 wurde aus dem STO der RSFSR der STO der UdSSR geschaffen.
Der STO erließ für alle Sowjetbehörden rechtlich bindende Dekrete, Verordnungen und Vorschriften. Gegen seine Entscheidungen konnten seine Mitglieder, Mitglieder des Unionsrats der Volkskommissare und die Republikräte der Volkskommissare Berufung einlegen, allerdings ohne aufschiebende Wirkung.
Mit der Ausschaltung innerparteilicher Konkurrenten durch Stalin und seine Gefolgsleute ging auch ein allmählicher Bedeutungsverlust des einst mächtigen STO einher. Mit Beschluss des Zentralen Exekutivkomitees der UdSSR vom 28. April 1937 wurde er abgeschafft und seine Funktionen vom Wirtschaftsrat beim Rat der Volkskommissare (Экономический Совет при СНК СССР) übernommen.

## Vorsitzende
- Wladimir Lenin (April 1920 bis Januar 1924)
- Lew Kamenew (2. Februar 1924 bis 19. Januar 1926)
- Alexei Rykow (19. Januar 1926 bis 19. Dezember 1930)
- Wjatscheslaw Molotow (19. Dezember 1930 bis 28. April 1937)